# Windows To Go

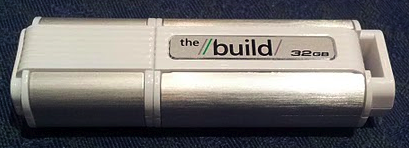
Pendrive z systemem Windows To Go

Windows To Go – funkcja systemu Windows 8 oraz Windows 10 umożliwiająca zainstalowanie systemu Windows w pamięci podłączonej na USB (w formie Live USB) np. pendrive czy zewnętrzny dysk twardy. Jest dostępna w wersjach systemów Windows 8 i Windows 8.1 przeznaczonych dla firm (Enterprise).

## Różnice w stosunku do wersji standardowej[3][4]
Usuwanie nośnika z systemem
Po wysunięciu nośnika system automatycznie wstrzyma pracę, aby zapobiec ryzyku utraty danych. Jeżeli w ciągu 60 sekund nośnik zostanie ponownie włożony, praca systemu zostaje wznowiona. W przeciwnym razie system automatycznie kończy pracę, aby uniemożliwić nieautoryzowany dostęp do danych na ekranie bądź w pamięci operacyjnej.
Instalacja sterowników
Przy pierwszym uruchomieniu systemu na danej maszynie, Windows instaluje niezbędne sterowniki, co może wydłużyć czas startu systemu, a nawet skutkować kolejnym restartem komputera.
Windows Store
Windows Store na systemie Windows 8 To Go jest domyślnie zablokowany. W wersji 8.1 Store działa tak samo jak w edycji standardowej.
Nośniki lokalne
Ze względów bezpieczeństwa, wersja Windows To Go nie udostępnia lokalnych nośników danych komputera. Można zmienić to zachowanie za pomocą zasady grupowej (ang. group policy).